# Random Access Memories
Random Access Memories – czwarty i ostatni album studyjny francuskiego zespołu Daft Punk, wydany 21 maja 2013 roku po raz pierwszy przez wytwórnię Columbia Records. Styl muzyczny w Random Access Memories całkowicie różni się od tego, z jakim Daft Punk zasłynął trzema poprzednimi albumami – muzycznie album w większym stopniu łączy w sobie gatunki funk i disco, aniżeli house. Daft Punk po raz pierwszy w swojej karierze zatrudnił profesjonalnych muzyków do sesji nagraniowych, a album stał się najwyżej ocenionym przez krytyków. 
Album otrzymał 3 nagrody Grammy w kategoriach: Album roku, Best Dance/Electronic Album, Best Engineered Album, Non-Classical. Pierwszy singel "Get Lucky" z albumu zdobył również nagrody Grammy w kategoriach Nagranie roku oraz Best Pop Duo/Group Performance. W Polsce album zdobył certyfikat podwójnej platyny.

## Lista utworów
| Nr             | Tytuł                                            | Kompozytor                                                                                                   | Długość |
| -------------- | ------------------------------------------------ | --- | ------- |
| 1.             | Give Life Back to Music                          | Thomas Bangalter, Guy-Manuel de Homem-Christo, Paul Jackson Jr., Nile Rodgers                                | 4:34    |
| 2.             | The Game of Love                                 | Thomas Bangalter, Guy-Manuel de Homem-Christo                                                                | 5:21    |
| 3.             | Giorgio By Moroder                               | Thomas Bangalter, Guy-Manuel de Homem-Christo, Giorgio Moroder                                               | 9:04    |
| 4.             | Within                                           | Thomas Bangalter, Guy-Manuel de Homem-Christo, Jason "Chilly Gonzales" Beck                                  | 3:48    |
| 5.             | Instant Crush (feat. Julian Casablancas)         | Thomas Bangalter, Guy-Manuel de Homem-Christo, Julian Casablancas                                            | 5:37    |
| 6.             | Lose Yourself to Dance (feat. Pharrell Williams) | Thomas Bangalter, Guy-Manuel de Homem-Christo, Nile Rodgers, Pharrell Williams                               | 5:53    |
| 7.             | Touch (feat. Paul Williams)                      | Thomas Bangalter, Guy-Manuel de Homem-Christo, Chris Caswell, Paul Williams                                  | 8:18    |
| 8.             | Get Lucky (feat. Pharrell Williams)              | Thomas Bangalter, Guy-Manuel de Homem-Christo, Nile Rodgers, Pharrell Williams                               | 6:07    |
| 9.             | Beyond                                           | Thomas Bangalter, Guy-Manuel de Homem-Christo, Chris Caswell, Paul Williams                                  | 4:50    |
| 10.            | Motherboard                                      | Thomas Bangalter, Guy-Manuel de Homem-Christo                                                                | 5:41    |
| 11.            | Fragments of Time (feat. Todd Edwards)           | Thomas Bangalter, Guy-Manuel de Homem-Christo, Todd Imperatrice                                              | 4:39    |
| 12.            | Doin' It Right (feat. Panda Bear)                | Thomas Bangalter, Guy-Manuel de Homem-Christo, Noah Lennox                                                   | 4:11    |
| 13.            | Contact                                          | Thomas Bangalter, Guy-Manuel de Homem-Christo, Stéphane Quême, Garth Porter, Tony Mitchell, Dany Braithwaite | 6:21    |
| Łącznie: 74:24 |                                                  | |         |
| 14.            | Horizon (utwór bonusowy wydania japońskiego)     | Thomas Bangalter, Guy-Manuel de Home-Christo                                                                 | 4:28    |
| Łącznie: 78:48 |                                                  | |         |